# 楓葉食品
楓葉食品（英語：Maple Leaf Foods, Inc.）是一家加拿大消费者包装肉类公司，总部位于安大略省密西沙加市。

## 外部連結
- 官方网站 （英文）/（法文）